# Манумиссия
Манумиссия — это акт освобождения рабов своим владельцем. Развивались различные подходы, каждый из которых был специфичен для времени и места конкретного общества. Ямайский историк Верен Шепард утверждает, что наиболее широко используется термин «безвозмездное освобождение», «предоставление свободы порабощенным рабам до конца рабовладельческой системы».
Мотивы для освобождения были сложными и разнообразными. Во-первых, это может показаться сентиментальным и доброжелательным жестом. Одним из типичных сценариев было освобождение по воле хозяина преданного слуги после долгих лет службы. Доверенный бальи может быть освобожден в качестве жеста благодарности. Для тех, кто работал сельскохозяйственными рабочими или в мастерских, было мало вероятности быть замеченным таким образом.
Такое чувство благожелательности, возможно, имело ценность для самих рабовладельцев, поскольку оно позволяло им сосредоточиться на «гуманном компоненте» в человеческой работорговле. В общем, более распространенным явлением было то, что пожилым рабам давали свободу, как только они достигали возраста, в котором они становились менее полезными. Законодательство ранней Римской Империи устанавливало ограничения на количество рабов, которые могли быть освобождены по завещанию, что позволяет предположить, что оно широко использовалось.
Освобождение рабов могло служить прагматическим интересам владельца. Перспектива освобождения от рабства служила стимулом для рабов быть трудолюбивыми и послушными. Римским рабам платили жалованье (peculium), которое они могли накопить, чтобы купить себе свободу. Договоры о помиловании, найденные в некотором изобилии в Дельфах (Греция), подробно описывают предпосылки освобождения.
Манумиссия не всегда была благотворительной или альтруистической. В одной из историй «Тысячи и одной ночи», в переводе Ричарда Фрэнсиса Бертона, рабовладелец угрожает освободить своего раба за то, что тот солгал ему. Раб говорит: «Ты не должен манумить меня, ибо у меня нет ремесла, которым я мог бы зарабатывать себе на жизнь». Бертон отмечает: «здесь раб отказывается быть свободным и голодать. Для мастера делать это без достаточных оснований считается позором».

## Древняя Греция
История Древней Греции объясняет, что в контексте государства манумиссия имела много форм. Господин, решивший освободить своего раба, скорее всего, сделает это только «после своей смерти, указав свое желание в завещании». В редких случаях рабы, которые могли заработать достаточно денег своим трудом, могли купить себе свободу и были известны как choris oikointes. Два банкира IV века, Пасион и Формион, были рабами до того, как купили себе свободу.
Раба также можно было фиктивно продать в святилище, откуда Бог мог предоставить ему право голоса. В очень редких случаях город мог лишить раба права голоса. Примечательным примером является то, что Афины освободили всех, кто присутствовал в битве при Аргинусских островах (406 год до н. э.).
Даже когда раб был освобожден, ему обычно не разрешалось становиться гражданином, но он становился метэком. Бывший раб мог быть связан каким-то постоянным долгом перед хозяином и обычно должен был жить рядом с бывшим хозяином. Нарушение этих условий может привести к избиениям, судебному преследованию и повторному обращению в рабство. Иногда указывались дополнительные выплаты, с помощью которых освобожденный раб мог освободить себя от таких остаточных обязанностей. Однако бывшие рабы могли свободно владеть собственностью, а их дети были свободны от любых ограничений.

## Древний Рим
В рамках римского права, раб был не субъектом права и был защищен в соответствии с законодательством в основном в качестве имущества своего хозяина.
У римлян фетровая шапка была символом свободы. Когда раб получал свободу, он брил голову и носил вместо волос шапку. «Фигура Свободы на некоторых монетах Антонина Пия, отчеканенная в 145 году н. э., держит эту шапку в правой руке».
Освобожденный раб обычно брал фамилию бывшего владельца, которая была номеном рода хозяина. Бывший владелец становился патроном, а освобожденный раб становился клиентом и сохранял определенные обязательства перед бывшим хозяином, который должен был определенные обязательства взамен. Освобожденный раб мог также приобрести нескольких покровителей.
Освобожденный раб в Риме обычно становился гражданином, либо римским, либо латинским, за исключением непокорных рабов, которых при освобождении записывали в дедитиции. Однако не все граждане имели одинаковые права и привилегии (например, женщины были гражданами, но их римское гражданство не позволяло им голосовать или занимать государственные должности). Права освобожденного раба были ограничены или определены особыми статутами. Освобожденный раб мог стать государственным служащим, но не занимать высших должностей (например, аппаритора и скриба), служить жрецами императора или занимать любую другую высокоуважаемую общественную должность.
Однако, если они хорошо разбирались в бизнесе, то не было никаких социальных ограничений для богатства, которое могли накопить вольноотпущенники. Их дети формально имели все законные права, но римское общество было расслоено. Одним из самых известных римлян, который был сыном вольноотпущенника, был поэт Гораций, пользовавшийся покровительством Августа.

## Перу
В колониальном Перу законы, регулирующие вопросы, связанные с манумиссией, находились под влиянием Кодекса законов Кастилии «Сиете Партидас». Согласно им, хозяин, который помогал их рабам, должен быть почитаем и повиноваться их бывшим рабам за то, что они сделали такой щедрый подарок. Возможно, из-за более тесной близости между хозяевами и домашними рабами женщины и дети были более склонны к мужскому труду, чем мужчины. Как и в других частях Латинской Америки при системе «Coartación», рабы могли купить свою свободу путем переговоров со своим хозяином за покупную цену, и это был самый распространенный способ освобождения рабов.
Во время крещения порабощенные дети освобождались. Многие из этих свобод сопровождались условиями, которые могли включать в себя рабство часто до конца жизни владельца. Дети, освобожденные при крещении, также часто были детьми все еще порабощенных родителей. Ребенок, который был освобожден при крещении, но продолжал жить в порабощенной семье, был гораздо более склонен к повторному обращению в рабство.
Женщины-рабовладельцы чаще, чем мужчины, подвергали манумиссии своих рабов при крещении. Язык, используемый рабовладельцами-женщинами, которые освобождали своих рабов, также существенно отличался от языка мужчин, причем многие женщины использовали фразу «За любовь, которую я имею к ней», а также другие выражения близости в качестве части аргументации для освобождения своих рабов, как написано в книге Крещение или Carta de libertad. Мужчины-рабовладельцы были гораздо менее склонны говорить в интимных выражениях о своих мотивах освобождения своих рабов.
Некоторые дети, рожденные при крещении, были незаконнорожденными детьми своих владельцев мужского пола, хотя это может быть трудно определить из записей о крещении и должно быть оценено с помощью других доказательств. Хотя рабовладельцы часто характеризовали эти крещения как результат их щедрой благотворительности, существуют записи о выплатах родителями или крестными родителями для обеспечения свободы ребенка. Матерей почти никогда не сажали рядом с их детьми. Наделение детей рабов при крещении может быть одним из способов для владельцев обеспечить лояльность все еще порабощенных родителей детей.
Порабощенные люди также могли быть освобождены как часть последней воли и завещания рабовладельца. Завещательная манумиссия часто включала выражение привязанности со стороны рабовладельца к порабощенному лицу как часть обоснования манумиссии. Рабовладельцы также часто ссылались на желание умереть с чистой совестью как часть их аргументации для освобождения своих рабов. Завещательное право часто оспаривалось наследниками, заявлявшими о мошенничестве или о том, что порабощенный человек наживался на слабом умственном или физическом состоянии своего родственника. Юридически завещательные мандаты обычно соблюдались судами, которые понимали порабощенных людей как часть собственности своего хозяина, чтобы распределять ее по своему усмотрению. Родственники, заявившие о мошенничестве, должны были представить доказательства своих претензий, иначе они были бы уволены. Как и при крещении, условия постоянного рабства иногда возлагались на порабощенного человека, обязывая его заботиться о другом родственнике.
В Иберо-американском праве человек имел право распоряжаться одной пятой своего имущества, а остальное переходило к детям, супругам и другим родственникам. Порабощенное лицо могло быть продано для покрытия долгов имения, но не в том случае, если оно уже уплатило часть своей покупной цены в счет выкупа, поскольку это считалось юридически обязывающим соглашением. До тех пор, пока человек не лишил наследства своих детей или супругу, рабовладелец мог распоряжаться своими рабами по своему усмотрению.

## Карибы
В разных колониях Карибского бассейна законы об освобождении от рабства различались. На острове Барбадос действовали одни из самых строгих законов, обязывавшие владельцев платить очень крупные суммы (200 фунтов стерлингов за освобождение рабов-мужчин и 300 фунтов стерлингов за рабынь-женщин), а также предъявлять претензии властям. Это было сделано с целью ограничить количество свободных негров на острове. В некоторых других колониях сборы не взимались. Бывшие рабы нередко покупали членов семьи или друзей, чтобы затем их освободить. Например, бывшая рабыня Сюзанна Острехан стала успешной бизнесвумен на Барбадосе и приобрела многих своих знакомых.

## США
Африканские рабы были освобождены в североамериканских колониях еще в 17 веке. Некоторые из них, такие как Энтони Джонсон, сами стали землевладельцами и рабовладельцами в колониях. Рабы иногда могли договориться об освобождении от рабства, согласившись "купить себя", заплатив хозяину оговоренную сумму. Некоторые мастера требовали рыночных ставок, другие устанавливали меньшую сумму в качестве платы за услуги.
Регулирование манумиссии началось в 1692 году, когда Вирджиния установила, что для манумита раба человек должен заплатить за то, чтобы его вывезли из колонии. Закон 1723 года гласил, что рабы не могут "быть освобождены под каким бы то ни было предлогом, за исключением некоторых достойных заслуг, которые должны быть оценены и разрешены губернатором и Советом". В некоторых случаях хозяин, призванный в армию, посылал вместо себя раба с обещанием свободы, если тот переживет войну. Новое правительство Виргинии отменило законы в 1782 году и объявило свободу рабам, сражавшимся за колонии во время Войны за независимость США. Законы 1782 года также позволяли хозяевам освобождать своих рабов по собственному желанию; ранее для получения разрешения на освобождение требовалось получить согласие законодательного органа штата, что было трудно и редко удавалось.
Однако по мере увеличения численности свободных негров государство приняло законы, запрещающие им въезжать в штат (1778) и требующие, чтобы вновь освобожденные рабы покидали его в течение одного года, если у них не было специального разрешения (1806).
На верхнем юге в конце XVIII века плантаторы меньше нуждались в рабах, поскольку они перешли от трудоемкого выращивания табака к смешанному земледелию. Рабовладельческие штаты, такие как Виргиния, облегчали рабовладельцам освобождение своих рабов. За два десятилетия, прошедшие после Войны за независимость США, рабовладельцы совершили столько преступлений на деле или по завещанию, что доля свободных чернокожих в общей численности чернокожих выросла с менее чем 1% до 10% на Верхнем Юге. В Виргинии доля свободных черных увеличилась с 1% в 1782 году до 7% в 1800 году. Вместе с несколькими Северными штатами, отменившими рабство в этот период, доля свободных чернокожих в национальном масштабе увеличилась до ~14% от общего числа чернокожего населения. В Нью-Йорке и Нью-Джерси были приняты законы о постепенной отмене рабства, по которым свободные дети рабов оставались законными слугами до двадцати лет.
После изобретения коттон-джина в 1793 году, позволившего освоить обширные новые площади для выращивания хлопка, число рабочих уменьшилось из-за возросшего спроса на рабский труд. В XIX веке восстания рабов, такие как Гаитянская революция и особенно восстание 1831 года, возглавляемое Натом Тернером, усилили страх рабовладельцев, и большинство южных штатов приняли законы, делающие освобождение почти невозможным до принятия в 1865 году Тринадцатой поправки к Конституции США, которая отменила рабство "за исключением наказания за преступление, за которое партия должна быть должным образом осуждена", после Гражданской войны в Америке. В Южной Каролине, чтобы освободить раба, требовалось разрешение законодательного органа штата; во Флориде манумиссия была полностью запрещена.
Из отцов-основателей США, по определению историка Ричарда Б. Морриса, южане были главными рабовладельцами, но северяне также держали их, как правило, в меньшем количестве, в качестве домашней прислуги. У Джона Адамса их не было. Джордж Вашингтон освободил своих собственных рабов в своем завещании (при этом его жена независимо владела своими многочисленными рабами, принадлежавшими ей в качестве приданного). Томас Джефферсон в своем завещании освободил пятерых рабов, а остальные 130 были проданы для погашения долгов по наследству. Джеймс Мэдисон не освободил своих рабов, и некоторые из них были проданы, чтобы расплатиться с долгами по наследству, но его вдова и ее сын сохранили большую часть для работы на плантации Монпелье. Рабовладение Александра Гамильтона неясно, но, скорее всего, он принадлежал к идеалу аболиционистов, поскольку был сотрудником Нью-Йоркского общества освобождения от рабства. Джон Джей основал общество и освободил своих домашних рабов в 1798 году; в том же году, будучи губернатором, он подписал закон о постепенной отмене рабства. Джон Дикинсон освободил своих рабов между 1776 и 1786 годами, единственный отец-основатель, который сделал это в то время.